# Piece by Piece (álbum de Kelly Clarkson)
Piece by Piece é o sétimo álbum de estúdio da cantora norte-americana Kelly Clarkson, lançado a 27 de Fevereiro de 2015 através da RCA Records. O seu primeiro single, "Heartbeat Song", foi editado a 12 de Janeiro de 2015 e atingiu a 21ª posição na Billboard Hot 100 dos Estados Unidos.

## Antecedentes e desenvolvimento
Em 2013, Clarkson lançou o seu primeiro álbum natalício, Wrapped in Red, considerando-o um novo começo para uma segunda fase da sua carreira. Entretanto, a cantora foi colaborando com outros artistas, como Robbie Williams, Martina McBride e Trisha Yearwood, nos seus respectivos trabalhos,Swings Both Ways, Everlasting e PrizeFighter: Hit After Hit. Numa entrevista para a revista Billboard, a intérprete anunciou a sua intenção de editar um disco com registos pop e country, bem como também algo mais relacionado com a Broadway. Em 2014, o diretor da RCA Records Peter Edge, afirmou que a editora discográfica estava num processo para encontrar novas música e direcções para alguns dos seus artistas mais antigos, com prioridade para Clarkson.
O início do desenvolvimento deu-se em Junho de 2012, com a cantora a referir a colaboração de Rodney Jerkins numa potencial faixa. "Estamos já a trabalhar. Estou constantemente assim, porque nunca se sabe quando vamos encontrar uma música e por isso estamos sempre a trabalhar na seguinte", comentou Kelly. Sia, Eden xo, Shontelle e Claude Kelly foram alguns dos nomes que confirmaram terem enviado canções para apreciação da cantora. Em Janeiro de 2014, Clarkson anunciou que o material iria manter-se no registo pop, mas também influenciado por música do seu agrado pessoal com inspirações no pop-rock, country, R&B e dance. Numa entrevista para o programa de rádio Elvis Duran and the Morning Show, a cantora revlou que Piece by Piece seria o nome do disco.

## Gravação e composição

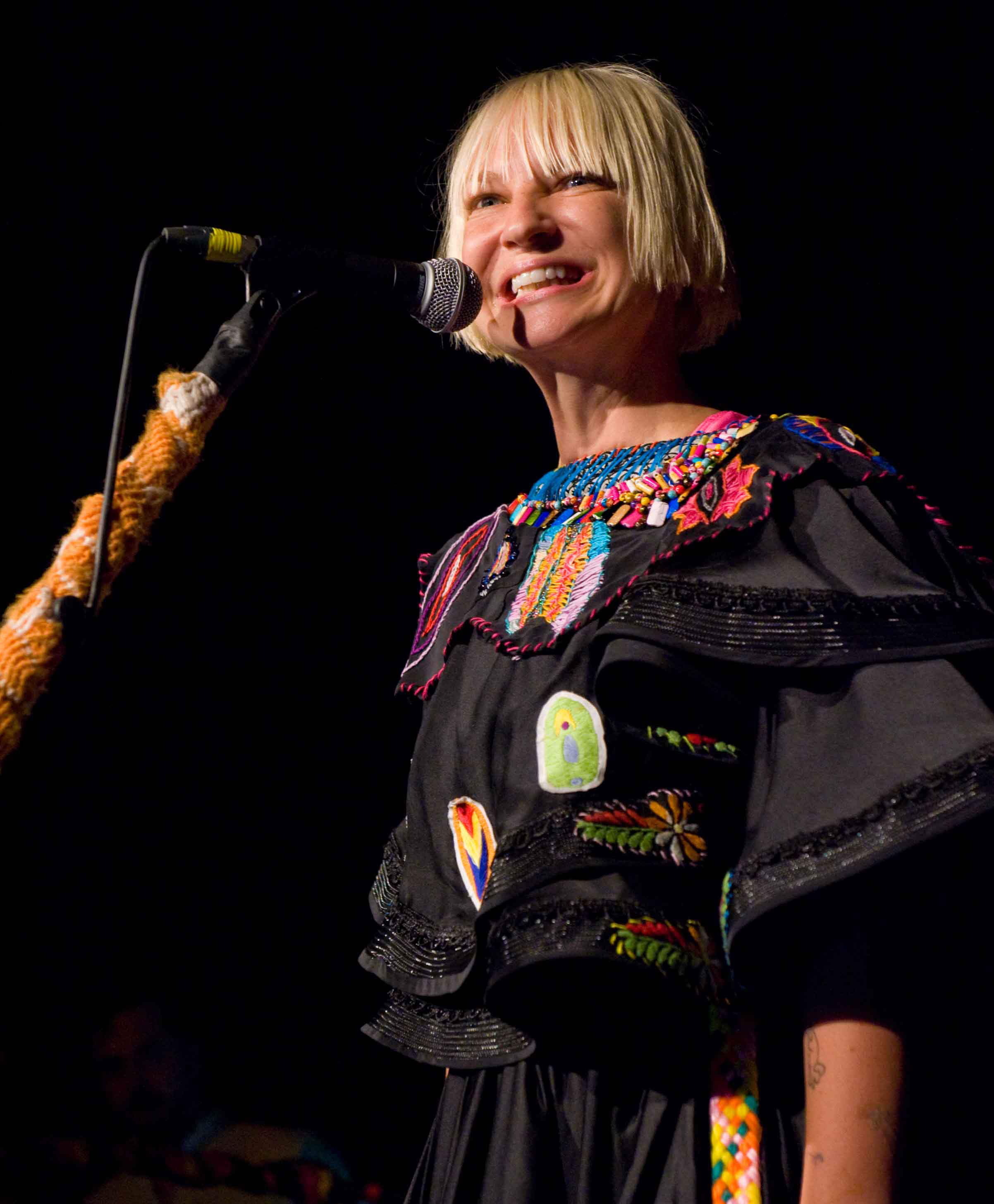
A australiana Sia co-compôs "Invincible".

As sessões de gravação de Piece by Piece começaram no início de 2014, com lançamento apontado para o final do ano. Greg Kurstin, que também este envolvido na produção de Stronger e Wrapped in Red, foi confirmado como produtor do disco. Jesse Shatkin, que também trabalhou nos mesmos trabalhos de Kelly como engenheiro sob a alçada de Kurstin, revelou a sua participação em algumas das faixas. O profissional descreveu a transição como "especialmente mordaz". Ele descreveu uma das canções como "uma explosão electrónica", mas também como tendo uma melodia de assombro e pela qual julgou que a artista iria ficar atraída. Joseph Trapanese, que conduziu os arranjos de Wrapped in Red, confirmou que tinha gravado cinco dos temas do álbum com uma orquestra filarmónica completa. Clarkson também descreveu o tema do álbum como "edificante", citando-se como uma pessoa de empoderamento. A jovem também deu a entender que uma faixa irá conter um dueto com um colaborador masculino com o qual trabalhou anteriormente, mas recousou-se a revelar o seu nome.

## Alinhamento de faixas
| N.º            | Título                          | Compositor(es)                                                    | Produtor(es)                     | Duração |  |
| 1.             | "Heartbeat Song"                | Kara DioGuardi, Jason Evigan, Audra Mae, Mitch Allan              | Greg Kurstin                     | 3:18    |  |
| 2.             | "Invincible"                    | Sia Furler, Jesse Shatkin, Stephen Mostyn, Warren Felder          | Shatkin, Steve Mostyn,(a) Oak(a) | 3:58    |  |
| 3.             | "Someone"                       | Matthew Koma                                                      | Kurstin                          | 3:39    |  |
| 4.             | "Take You High"                 | Shatkin, Maureen McDonald                                         | Shatkin                          | 4:20    |  |
| 5.             | "Piece by Piece"                | Kelly Clarkson, Kurstin                                           | Kurstin                          | 4:17    |  |
| 6.             | "Run Run Run" (com John Legend) | Tim James, Antonina Armato, Joacim Persson, Ry Cuming, David Jost | Jason Halbert                    | 4:32    |  |
| 7.             | "I Had a Dream"                 | Clarkson, Kurstin                                                 | Kurstin                          | 3:58    |  |
| 8.             | "Let Your Tears Fall"           | Furler, Kurstin                                                   | Clarkson, Kurstin                | 3:55    |  |
| 9.             | "Tightrope"                     | Clarkson, Kurstin                                                 | Kurstin                          | 3:32    |  |
| 10.            | "War Paint"                     | Julia Michaels, Joleen Belle, Nolan Lambroza                      | Halbert                          | 3:44    |  |
| 11.            | "Dance with Me"                 | Dan Rockett                                                       | Kurstin                          | 4:20    |  |
| 12.            | "Nostalgic"                     | Justin Tranter, Ryland Blackinton, Dan Keyes, Vaughn Oliver       | Halbert                          | 3:37    |  |
| 13.            | "Good Goes the Bye"             | Shane McAnally, Natalie Hemby, Jimmy Robbins                      | Halbert, Eric Olson              | 3:21    |  |
| Duração total: | Duração total:                  | Duração total:                                                    | Duração total:                   | 50:31   |  |

| Faixas bónus da edição deluxe |                  |                                                    |                |         |  |
| N.º                           | Título           | Compositor(es)                                     | Produtor(es)   | Duração |  |
| 14.                           | "Bad Reputation" | Clarkson, Kelly Sheehan, Kurstin, Bonnie McKee     | Kurstin        | 3:18    |  |
| 15.                           | "In the Blue"    | Clarkson, Shatkin, Anjulie Persaud, Fransisca Hall | Shatkin        | 4:41    |  |
| 16.                           | "Second Wind"    | Chris DeStefano, McAnally, Maren Morris            | DeStefano      | 3:15    |  |
| Duração total:                | Duração total:   | Duração total:                                     | Duração total: | 61:45   |  |

Notas
- Nota a: Denota um produtor adicional.

## Desempenho nas tabelas musicais
| Tabela musical (2015)              | Melhor posição |
| ---------------------------------- | -------------- |
| Alemanha - Official Top 100        | 30             |
| Austrália - ARIA Albums Chart      | 5              |
| Áustria - Ö3 Austria Top 40        | 27             |
| Bélgica - Ultratop 50 (Flandres)   | 39             |
| Bélgica - Ultratop 50 (Valónia)    | 90             |
| Canadá - Canadian Albums           | 4              |
| Coreia do Sul - Gaon Album Chart   | 32             |
| Escócia - Scottish Albums Chart    | 5              |
| Espanha - PROMUSICAE               | 44             |
| Estados Unidos - Billboard 200     | 1              |
| França - SNEP                      | 123            |
| Irlanda - Top 100 Artist Album     | 8              |
| Nova Zelândia - NZ Top 40 Albums   | 12             |
| Países Baixos - Mega Album Top 100 | 18             |
| Reino Unido - UK Albums Chart      | 6              |
| Suécia - Sverigetopplistan         | 22             |
| Suíça - Schweizer Hitparade        | 29             |

| País           | Provedor | Certificação |
| -------------- | -------- | ------------ |
| Estados Unidos | RIAA     | Ouro         |

## Histórico de lançamento
| País           | Data                    | Formato(s)           | Editora          | Edição(ões) |
| -------------- | ----------------------- | -------------------- | ---------------- | ----------- |
| Austrália      | 27 de Fevereiro de 2015 | CD, descarga digital | Sony Music       | Deluxe      |
| Alemanha       | 27 de Fevereiro de 2015 | CD, descarga digital | Sony Music       | Padrão      |
| Alemanha       | 27 de Fevereiro de 2015 | CD, descarga digital | Sony Music       | Deluxe      |
| Nova Zelândia  | 27 de Fevereiro de 2015 | CD, descarga digital | Sony Music       |             |
| Hong Kong      | 2 de Março de 2015      | CD, descarga digital | Sony Music       |             |
| Dinamarca      | 2 de Março de 2015      | CD, descarga digital | Sony Music       |             |
| Grécia         | 2 de Março de 2015      | CD, descarga digital | Sony Music       |             |
| Noruega        | 2 de Março de 2015      | CD, descarga digital | Sony Music       |             |
| Espanha        | 2 de Março de 2015      | CD, descarga digital | Sony Music       |             |
| Reino Unido    | 2 de Março de 2015      | CD, descarga digital | RCA              |             |
| Canadá         | 3 de Março de 2015      | CD, descarga digital | Sony Music       | Padrão      |
| Canadá         | 3 de Março de 2015      | CD, descarga digital | Sony Music       | Deluxe      |
| Itália         | 3 de Março de 2015      | CD, descarga digital | Sony Music       | Deluxe      |
| Portugal       | 3 de Março de 2015      | CD, descarga digital | Sony Music       | Deluxe      |
| Estados Unidos | 3 de Março de 2015      | CD, descarga digital | RCA, 19          | Padrão      |
| Estados Unidos | 3 de Março de 2015      | CD, descarga digital | RCA, 19          | Deluxe      |
| Estados Unidos | 3 de Março de 2015      | Caixa especial       | RCA, 19          | Limitada    |
| Japão          | 25 de Março de 2015     | CD, descarga digital | Sony Music Japan | Deluxe      |